# 皮耶韦利古雷
皮耶韦利古雷（義大利語：Pieve Ligure），是意大利热那亚省的一个市镇。总面积3.4平方公里，人口2523人，人口密度742.1人/平方公里（2009年）。ISTAT代码为010043。